# Sandoval (Texas)
Sandoval es un lugar designado por el censo ubicado en el condado de Starr en el estado estadounidense de Texas. En el Censo de 2010 tenía una población de 32 habitantes y una densidad poblacional de 287,33 personas por km².

## Geografía
Sandoval se encuentra ubicado en las coordenadas 26°25′6″N 99°4′46″O / 26.41833, -99.07944. Según la Oficina del Censo de los Estados Unidos, Sandoval tiene una superficie total de 0,11 km², todos corresponden a tierra firme.

## Demografía
Según el censo de 2010, había 32 personas residiendo en Sandoval. La densidad de población era de 287,33 hab./km². De los 32 habitantes, Sandoval estaba compuesto por el 100% blancos. Del total de la población el 100% eran hispanos o latinos de cualquier raza.